# Paul Thomasberg
Paul Thomasberg, est un coureur cycliste américain spécialiste de VTT cross-country et de VTT de descente. 
Il est admis au Mountain Bike Hall of Fame en 2004.

## Biographie
Paul Thomasberg commence à parcourir les sentiers de l'arrière-pays durant l'été 1969 dans la forêt nationale de Tahoe. En 1976, il bricole son premier « Mountain Bike ». C'est en fait un mélange étrange de pièces de vélos de route, de BMX cruiser et de moto. 
Il participe à sa première course de VTT à Whiskeytown. À cette époque, ses cadres ne portent même pas de peinture et les coureurs avec les vélos les plus légers le doublent en montée. Selon les propres mots : « Je me suis fait fumé dans toutes les montées, mais dans les descentes, je repassais la plupart des coureurs. J'avais besoin d'apprendre à grimper. » Par défi, il retourne à Whiskeytown la saison suivante et termine 38e sur 266.
En 1987, Paul était reconnu pour sa capacité à tester des pièces de vélo de montagne et à fournir des commentaires précieux aux concepteurs et aux ingénieurs. Il est choisi par WTB pour piloter et évaluer leurs nouveaux designs de produits. En 1988, il rencontre Brain Skinner de Shimano et se voit proposer des pièces de vélo à tester. Specialized l'engage ensuite pour courir pour l'équipe d'usine aux côtés de Ned Overend et Daryl Price. En plus des tests pour Shimano, il aide Specialized à tester les premiers cadres de VTT en fibre de carbone de production.
En 1989, il déménage à Bend (Oregon) et aide à fonder la Central Oregon Trail Alliance. En 1990, les premiers championnats du monde de VTT sont organisés ont lieu à Durango. Malade du giardia pendant tout le mois précédant les mondiaux, il parvient à se classer 3e de la descente et 4e de l'épreuve de cross-country. Seul son compatriote John Tomac fera mieux l'année suivante en montant sur le podium des deux disciplines.
Il se classe ensuite notamment huitième d'une manche de Coupe du monde à Mont Sainte-Anne en 1992. Il arrête ensuite la compétition pour se consacrer au développement de produits et d'innovation chez Shimano,.

## Palmarès

### Championnats du monde
- Durango 1990
  -  Médaillé de bronze de la descente
  - 4e du cross-country